# Тит Аврелий Литуа
Тит Аврелий Литуа (лат. Titus Aurelius Litua) — римский политический деятель конца III века.
О происхождении Литуа нет никаких сведений. В 290—293 годах он занимал должность презида Мавретании Цезарейской. На этом посту Литуа, возглавляя армию из отрядов, собранных в Мавретании Цезарейской и Мавретании Ситифенской, одержал победу над племенами квинквегентанов, баваров и ещё одним народом, чьё название не упомянуто в надписях. Кампания была предпринята им в ответ на их вторжения в 289—290 годах. Дальнейшая судьба Литуа неизвестна.